# Canon in D (Pachelbel)
De Canon in D majeur (volledige Duitse titel: Kanon und Gigue in D-Dur für drei Violinen und Basso Continuo) is het beroemdste stuk van de componist Johann Pachelbel. De Canon in D is de enige canon die Pachelbel geschreven heeft. De muziek is te vinden op vele klassieke cd's, samen met werken als de Air op de G-snaar van Johann Sebastian Bach.
Het hoofdthema in dit stuk wordt gespeeld door de bas. Het gaat hier om een basso ostinato (ostinaat=koppig). In het begin van het stuk wordt dit thema door de bas 'kaal' (zonder begeleidende bovenstemmen) gespeeld. Dit thema wordt in de rest van het stuk steeds 'ostinaat' (zonder enige verandering) herhaald. De drie bovenstemmen zorgen voor de nodige variatie. Bij iedere volgende herhaling van het thema in de bas vindt in de bovenstemmen een verandering plaats van melodische motieven en/of ritmische patronen. De muzikale vorm waarbij sprake is van een basso ostinato heet in de barokmuziek chaconne. 
Johann Pachelbel was ook componist van vele orgelwerken, waaronder een chaconne in f klein. Ook in dit stuk voor orgel is sprake van een ostinaat basthema. 
De Canon in D van Pachelbel heeft de bijzonderheid dat in de begeleidende bovenstemmen een dalende toonreeks als tweede thema fungeert. De inzetten van dit tweede thema hebben de canon-vorm: ze vinden na elkaar plaats. Aan dit canonische karakter heeft het stuk zijn naam te danken.
Het werk werd door Pachelbel geschreven omstreeks 1680 als een kamermuziekstuk voor drie violen en basso continuo. Er zijn daarna door anderen verschillende transcripties van dit stuk vervaardigd voor andere muziekinstrumenten, zoals orgel en piano.
Tot het stuk behoort ook een gigue, maar deze wordt veel minder vaak gespeeld.
Vooral bekend vanwege het akkoordenschema is de Canon van Pachelbel een van de meest populaire klassieke muziekstukken geworden.

## Aangepaste versies
Het stuk is veel gebruikt in andere liedjes. Op zichzelf is een akkoordenschemawisseling niet direct een aanpassing van een lied, want dan zouden er erg veel varianten zijn. De volgende nummers volgen (deels) het akkoordenschema van Canon in D - getransponeerd of niet.
| Jaar | Aanpassing                                   | Auteur                                         |
| ---- | -------------------------------------------- | ---------------------------------------------- |
| 1944 | Volkslied van de Sovjet-Unie en Rusland      | Aleksandr Aleksandrov                          |
| 1966 | Spicks & Specks                              | Bee Gees                                       |
| 1967 | Don't Sleep In The Subway                    | Petula Clark                                   |
| 1968 | Rain and Tears                               | Aphrodite's Child                              |
| 1968 | O Lord, Why Lord ?                           | Los Pop Tops                                   |
| 1969 | Tout, tout pour ma chérie                    | Michel Polnareff                               |
| 1969 | Les Champs Élysées                           | Joe Dassin                                     |
| 1969 | One Tin Soldier                              | Original Caste                                 |
| 1969 | Ride into the Sun                            | The Velvet Underground                         |
| 1970 | Let It Be                                    | The Beatles                                    |
| 1970 | I'll be there                                | Jackson 5                                      |
| 1971 | Take Me Home, Country Roads                  | John Denver                                    |
| 1972 | Isn't life strange                           | Moody Blues                                    |
| 1972 | Streets of London                            | Ralph McTell                                   |
| 1973 | La maladie d'amour                           | Michel Sardou                                  |
| 1973 | Mind Games                                   | John Lennon                                    |
| 1974 | In the Garden                                | Bob James                                      |
| 1974 | No Woman, No Cry                             | Bob Marley                                     |
| 1978 | Go West                                      | Village People                                 |
| 1978 | Alfred J. Kwak                               | Herman van Veen                                |
| 1981 | 21st Century Man                             | Electric Light Orchestra                       |
| 1984 | Forever Young                                | Alphaville                                     |
| 1987 | Kerstmis                                     | Herman Finkers                                 |
| 1988 | I Should Be So Lucky                         | Kylie Minogue                                  |
| 1991 | All together now                             | The Farm                                       |
| 1993 | Cryin'                                       | Aerosmith                                      |
| 1993 | Go West                                      | Pet Shop Boys                                  |
| 1994 | Basket Case                                  | Green Day                                      |
| 1994 | Hook                                         | Blues Traveler                                 |
| 1995 | Don't Look Back in Anger                     | Oasis                                          |
| 1995 | Scatman's world                              | Scatman John                                   |
| 1995 | Nirvana                                      | El Bosco                                       |
| 1995 | I kiss your lips                             | Tokyo Ghetto Pussy                             |
| 1996 | Die Eine                                     | Die Firma                                      |
| 1996 | Smiling                                      | T-Spoon                                        |
| 1996 | There's a key                                | 2 Brothers on the 4th Floor                    |
| 1996 | Christmas time                               | 2 Brothers on the 4th Floor                    |
| 1996 | Fairytales                                   | 2 Brothers on the 4th Floor                    |
| 1997 | Neon Genesis Evangelion                      | Soundtrack van de film Shiro Sagisu            |
| 1997 | Je me souviens                               | Menelik                                        |
| 1997 | All together now                             | The Farm                                       |
| 1997 | C U when you get there                       | Coolio                                         |
| 1997 | To Love You More                             | Céline Dion                                    |
| 1998 | Love is life                                 | Helmut Lotti en Lisa Del Bo                    |
| 1998 | Let the Music heal your Soul                 | Bravo All Stars                                |
| 1998 | Christmas Canon                              | Trans-Siberian Orchestra                       |
| 1999 | L'amour toujours                             | Gigi D'Agostino                                |
| 2000 | Graduation (Friends Forever)                 | Vitamin C                                      |
| 2000 | Quest for Kingdom                            | Whispering Gallery                             |
| 2000 | Heyah Mama                                   | K3                                             |
| 2001 | La Belle et le Bad Boy                       | MC Solaar                                      |
| 2001 | Yatta                                        | Green Leaves (Happa-tai)                       |
| 2001 | Itsumo Nando-demo (aftiteling Spirited Away) | Youmi Kimura                                   |
| 2002 | Can't Stop Loving You                        | Phil Collins                                   |
| 2002 | Stil aan de overkant!                        | Zware Jongens                                  |
| 2003 | Where Is the Love?                           | the Black Eyed Peas                            |
| 2003 | Ik wou dat ik jou was                        | Veldhuis & Kemper                              |
| 2004 | Everytime                                    | Britney Spears                                 |
| 2004 | Volverte a Ver                               | Juanes                                         |
| 2004 | All Together Now 2004                        | The Farm (band)                                |
| 2004 | Concerto d'Amore                             | Jacob de Haan                                  |
| 2005 | Die Eine 2005                                | Die Firma                                      |
| 2005 | Big City Life                                | Mattafix                                       |
| 2006 | Canon Rock                                   | JerryC                                         |
| 2006 | Cupido                                       | Jan Smit                                       |
| 2006 | Pachelbels Canon                             | reclame van Coca-Cola voor het WK voetbal 2006 |
| 2007 | Canon in D Remix                             | Ronald Jenkees                                 |
| 2008 | Life is a Festival                           | Don Diablo                                     |
| 2009 | Itsumo Nando Demo , Always with me           | Hayley Westenra                                |
| 2009 | Breathe Gentle                               | Tiziano Ferro                                  |
| 2010 | The Show Goes On                             | Lupe Fiasco                                    |
| 2010 | We Dance On                                  | N-Dubz ft. Bodyrox                             |
| 2011 | Zombie Love Song                             | YourFavoriteMartian                            |
| 2012 | It's Raining Tacos                           | Parry Gripp                                    |
| 2017 | Bad Things                                   | Machine Gun Kelly x Camilia Cabello            |
| 2017 | ik moet zuipen                               | PartyfrieX ft. Schorre Chef                    |
| 2018 | Marciano's Reign                             | Jedi Mind Tricks featuring Scott Stallone      |
| 2019 | Memories                                     | Maroon 5                                       |
| 2019 | Woke                                         | Arjen Lubach                                   |
| 2023 | Full of life                                 | Christine and the Queens                       |

De Australische band Axis of Awesome maakte ooit een medley van tientallen op Canon in D geïnspireerde nummers.
- Biblioteca Nacional de España: XX2058605
- Bibliothèque nationale de France: cb13916790h (data)
- Gemeinsame Normdatei: 30011642X
- Library of Congress Control Number: n81073728
- MusicBrainz work: 3fa14686-8507-4f63-bf17-1b5f1f1a0088
- Virtual International Authority File: 1158159478158927990001